# Audley (Adelsgeschlecht)

Wappen der Familie Audley

Die Familie Audley (auch Aldithele) war ein englisches Adelsgeschlecht, das im 14. Jahrhundert mehrere Adelstitel führte. 1391 starb die Familie in männlicher Erbfolge aus.

## Herkunft
Die Audleys waren vermutlich angelsächsischer Abstammung und benannten sich nach Audley im nördlichen Staffordshire. Dort befand sich auch ihr ursprünglicher Hauptsitz, eine kleine, als Motte befestigte Burg. Ursprünglich waren die Audleys Lehnsleute der Familie Verdon, Lords of Alton in Shropshire. Die frühe Familiengeschichte im 12. Jahrhundert ist ungewiss, als erstes Mitglied der Familie wird Liulf de Audley 1130 erwähnt.

## Die Familie im 13. Jahrhundert
Liulfs Enkel Adam de Audley († 1211) war als Constable of Ulster im Dienst von Hugh de Lacy an der Kolonialisierung Irlands beteiligt. Adams jüngerer Bruder Henry Audley konnte im Dienst von Earl Ranulf of Chester Besitzungen in Shropshire und anderen Teilen Englands erweitern und stieg zum Baron auf. Er gründete das Zisterzienserkloster Hulton Abbey, das zur Hauptgrablege der Familie wurde, und verlegte nach 1227 seinen Hauptsitz in das neue Heighley Castle in Staffordshire. Henrys Sohn James gehörte während des zweiten Kriegs der Barone zu den wichtigsten Unterstützern des Königs in den Welsh Marches. Konnte James noch die Stellung der Familie in den Welsh Marches festigen, geriet die Familie nach seinem Unfalltod 1272 und den rasch aufeinanderfolgenden Todesfällen seiner ersten drei Söhne bis 1299 in eine Krise.

## Die Audleys of Heleigh
James Audley hatte bei seinem Tod hohe Schulden hinterlassen, die durch die Gebühren, die seine Söhne bei ihrem jeweiligen Erbantritt an den König zahlen mussten, sich weiter erhöhten. Dazu hatten die Witwen von James Audley und den verstorbenen Söhnen ein Anrecht auf ein Wittum. Zwar konnte der vierte Sohn Nicholas noch 1297 als Baron Audley of Heleigh die Peerwürde erwerben, doch bei seinem frühen Tod waren seine Söhne noch minderjährig. Nach dem frühen Tod seines älteren Bruders Thomas 1308 wurde Nicholas zum Erben der Ländereien und des Titels, doch auch er starb bereits 1316. Durch seine Heirat mit Joan Martin hatte er jedoch für seinen Sohn James Audley Erbansprüche auf umfangreiche Besitzungen, unter anderen in Südwestengland und Wales erworben. James Audley starb im hohen Alter 1386, doch nur einer seiner Söhne hatte ihn überlebt. Dieser, Nicholas Audley, 4. Baron Audley of Heleigh, starb kinderlos 1391. Die Besitzungen fielen darauf an seine beiden Schwestern bzw. an deren Nachkommen. Der Titel Baron Audley of Heleigh fiel zunächst in Abeyance und schließlich 1405 an die Familie Tuchet.

## Die Audleys of Stratton Audley
Hugh Audley, der jüngste Sohn von James Audley, hatte beim Tod seines Vaters 1272 Stratton in Oxfordshire geerbt. Er wurde 1321 als Baron Audley of Stratton Audley Mitglied des Parlaments. Zuvor war bereits sein gleichnamiger Sohn Hugh Audley als Günstling von König Eduard II. zum Baron erhoben worden und durfte Margaret de Clare, eine der Erbinnen des Earls of Gloucester heiraten. In Konkurrenz zu Hugh le Despenser verloren die Audleys jedoch wieder die Gunst des Königs, weshalb sie 1321 am Despenser War teilnahmen und die erfolglose Rebellion von Thomas of Lancaster gegen den König unterstützten. Sie gerieten 1322 in Gefangenschaft, in der Hugh Audley senior vor 1326 starb. Sein Titel erlosch damit. Der jüngere Hugh Audley kam nach dem Sturz von Eduard II. wieder frei und wurde noch 1337 zum Earl of Gloucester erhoben. Er starb jedoch ohne männliche Nachkommen, über seine Tochter fielen seine Besitzungen an Ralph de Stafford. James Audley, ein Enkel von Hugh Audley senior, war ein gefeierter Held des Hundertjährigen Kriegs und Gründungsmitglied des Hosenbandordens, mit seinem kinderlosen Tod 1369 starben die Audleys von Stratton Audley in männlicher Linie aus.

## Stammliste (Auszug)
1. Liulf de Audley (fl. 1130)
  1. Adam de Audley († 1203)
    1. Adam de Audley, Constable of Ulster († 1211)
    2. Henry Audley († 1246)
      1. James Audley († 1272)
        1. James Audley (1250–1273)
        2. Henry (1251–1276)
        3. William (1253–1282)
        4. Nicholas Audley, 1. Baron Audley of Heleigh (1258–1299)
          1. Thomas Audley (1288–1308)
          2. Nicholas Audley, 2. Baron Audley of Heleigh (1289–1316)
            1. James Audley, 3. Baron Audley of Heleigh (1312–1386)
              1. Joan Audley, ⚭ Sir John Tuchet († 1371)
              2. Nicholas Audley, 4. Baron Audley of Heleigh (um 1328–1391)
              3. Roger Audley († vor 1391)
              4. Margery Audley († 1410/11)

        5. Hugh Audley, 1. Baron Audley of Stratton Audley (um 1267–um 1325)
          1. James Audley († 1334)
            1. James Audley KG († 1369)

          2. Hugh de Audley, 1. Earl of Gloucester (1291–1347)
            1. Margaret de Audley, 2. Baroness Audley (1318–vor 1351), ⚭ Ralph de Stafford, 1. Earl of Stafford (1301–1372)